# Monteforte d'Alpone
Monteforte d'Alpone és un comune (municipi) de la província de Verona, a la regió italiana del Vèneto, situat a uns 80 quilòmetres a l'oest de Venècia i a uns 25 quilòmetres a l'est de Verona.
A 1 de gener de 2020 la seva població era de 9.016 habitants.
Monteforte d'Alpone limita amb els següents municipis: Gambellara, Montecchia di Crosara, San Bonifacio i Soave.